# Relativismo moral
El relativismo moral o relativismo ético es la creencia que da igual valor, legitimidad, importancia y peso a todas las opiniones morales y éticas con independencia de quién, cómo, cuándo y dónde se expresen; por tanto, las opiniones morales o éticas, las cuales pueden variar de persona a persona, son igualmente válidas y ninguna opinión de "lo bueno y lo malo" es realmente mejor que otra y no es posible ordenar unos valores morales gracias a criterios jerárquicos de clasificación. Esta visión se opone a la del universalismo moral y al intelectualismo moral, defendido por Sócrates.

## Concepto
Adolfo J. Castañeda lo define así: "Como las opiniones y las circunstancias son cambiantes, ningún conocimiento o principio moral, según esta postura, es objetivo o universal. Es decir, el relativismo postula que ningún conocimiento o principio moral es verdadero independientemente de las opiniones de las personas o de sus circunstancias, ni tampoco, por esa misma razón, es válido para todos en todo tiempo y lugar".

## Tipología
Todas las escuelas filosóficas que han defendido este concepto comparten un único tema unificador: que no existe la moral absoluta, y que lo que es "correcto" o "incorrecto" es enteramente un producto de la preferencia humana. 
El relativismo moral descriptivo sostiene solamente que algunas personas no estarán de acuerdo con lo que es moral; el relativismo moral meta-ético sostiene que, en tales desacuerdos, nadie es objetivamente correcto o incorrecto; y el relativismo moral normativo sostiene que debemos tolerar el comportamiento de los demás, incluso cuando no estamos de acuerdo con la moralidad del mismo, ya que nada está bien o mal.
Puede ser cualquiera de las posiciones: descriptivas, meta-éticas o normativas respecto a los diferentes juicios morales o éticos que se dan entre distintas personas o culturas: 
1. El relativismo descriptivo se denomina así porque se limita a constatar que existe un desacuerdo fundamental en cuestiones éticas sobre el justo curso de la acción sobre unos mismos hechos y las consecuencias probables que de ellos se derivarían.[2]
2. El relativismo metaético hace referencia a la posición metaética, o más allá de la ética, según la cual la verdad o falsedad de los juicios morales o su justificación no es objetiva o universal, sino relativa a las tradiciones, convicciones, creencias o prácticas de una comunidad humana dada.[3]
3. El relativismo normativo es la posición prescriptiva según la cual, al no haber ningún estándar moral universal por el que juzgar a otros, debe tolerarse el comportamiento de los demás aun cuando sea contrario a nuestros estándares personales o culturales.[2][4]

El relativismo moral se diferencia del relativismo cultural en que este último tan solo describe el hecho de que existen culturas con diferentes códigos morales. En cambio, el primero postula que no existe una moral universal, pues considera que toda moral es relativa a cierto sistema de valores. El relativismo es limitado en lo que respecta a los valores esenciales universales que van unidos a la pluralidad.

## Críticas
Se ha criticado al relativismo moral por desdibujar las fronteras entre lo bueno y lo malo, conceptos básicos sobre los que se construye el sistema de la moralidad, lo que llevaría a un permanente conflicto en las relaciones sociales. Asimismo, se critica que el concepto confunde a menudo la existencia de sistemas morales distintos con la relación entre estos sistemas, que deben ser tratados de diferente manera.
Por otro lado, desde otras ramas, como el universalismo o el absolutismo moral, plantean que el relativismo ignora o se opone a la existencia de mínimos universales que faciliten la comunicación y el trato mutuo entre personas y grupos. También se critica que el relativismo moral es contrario a la idea de progreso como motor fundamental de los actos del ser humano.